# Beatriz Pinzón Solano
Beatriz Aurora Pinzón de Mendoza (anteriormente, Beatriz Pinzón Solano) es un personaje ficticio, protagonista y personaje central de la telenovela colombiana Yo soy Betty, la fea, creado por el guionista y productor de televisión colombiano Fernando Gaitán. En un principio, es una economista joven muy inteligente pero poco atractiva que busca encontrar empleo de secretaria y finalmente es contratada en una de las empresas de moda más sólidas de Colombia; Ecomoda. Ella es personificada por la actriz Ana María Orozco, quien saltó a la fama internacional por su interpretación de la secretaria fea.
Más tarde, después de los eventos ocurridos en Yo soy Betty, la fea, el personaje protagonizó dos series relacionadas con la original: Ecomoda (secuela de Yo soy Betty, la fea, donde nuevamente es interpretada por la actriz Ana María Orozco) y Betty Toons (serie animada infantil situada en un universo paralelo al de sus predecesoras, donde es interpretada por Alejandra Botero).
Fue reconocida como «personaje del año» en el 2000 por la revista Cambio.

## Biografía
Beatriz Aurora Pinzón Solano (nacida el 21 de marzo de 1974 en Bogotá, Colombia) es hija de Hermes Pinzón Galarza y Julia Solano Galindo. Tiene un postgrado en finanzas y se graduó con honores como la mejor de su clase: cuenta con un amplio currículum. Trabajaba en el banco de Montreal. Aunque no había podido obtener una entrevista de trabajo debido a su apariencia física. Después de buscar sin éxito un puesto de trabajo que coincida con su formación y experiencia, Betty decide probar para un puesto como secretaria del presidente de Ecomoda, Armando Mendoza, de quien se enamoró profundamente desde el primer momento. Ella le envía su currículo a la empresa sin fotografía, consiguiendo una entrevista. Finalmente ella y Patricia, amiga de Marcela y con quien disputaba el puesto, fueron contratadas; Betty se encargaba de las llamadas y citas personales, organizar la agenda personal de Armando, mientras Patricia de las relaciones públicas.
Desde su llegada a Ecomoda, Beatriz comenzó fuertes conflictos con Patricia Fernández, Hugo Lombardi, Daniel y Marcela Valencia. Pero se hizo amiga del «cuartel de las feas», conformado por Aura María Fuentes, Bertha de González, Inesita Peña, Mariana Valdéz, Sandra Patiño y Sofía de Rodríguez. Un día, una de ellas, Mariana, quien es vidente, le leyó las cartas y le pronosticó que un hombre elegante y adinerado le cambiaría su vida. Ella le confiesa a sus compañeras de oficina que está enamorada de un empresario adinerado y bien parecido. Sin embargo, Betty no les dice que se trata de Armando sino que les habla de Nicolás Mora, quien en realidad es simplemente su mejor amigo desde la infancia, también economista y quien se encuentra desempleado.
En la primera junta oficial de Armando como presidente, Beatriz fue la encargada de preparar y maquillar el balance general por órdenes de Armando; sin embargo, Patricia y el vicepresidente financiero Gustavo Olarte, planearon sabotear su computadora para evitar la junta con tal de perjudicarla y rescatar el balance real para entregárselo a Daniel Valencia. Sin embargo, la junta fue un éxito, Beatriz fue ratificada como asistente de presidencia y Olarte fue despedido de su cargo tras ser descubierto.
Con el tiempo fue adquiriendo confianza, se fue convirtiendo en cómplice de Armando y se fue enamorando perdidamente de él. Luego de una fuerte situación económica, comprar insumos al contrabando y fracasos en colecciones de Ecomoda, Armando creó una empresa unipersonal llamada Inversiones Terramoda, que le cedió a Betty para proteger a Ecomoda de los bancos y de los acreedores. Sin embargo, con los fuertes rumores de que Nicolás Mora era su novio, Armando y Mario Calderón comenzaron a desconfiar de ambos. Entonces idearon un plan para enamorarla y así asegurar la empresa. De esta forma, Betty y Armando comenzaron a tener una relación secreta. Armando acostumbraba a regalarle detalles y tarjetas que escribía Mario como estrategia para mantenerla enamorada.
Una noche Betty se acostó con Armando y le confesó la anécdota más trágica de su vida, en la que ella había sido víctima de una apuesta entre Román (un vecino) y Miguel, uno de sus amigos, para enamorarla. Hasta que un día, cuando Marcela y Mario salieron a un viaje de negocios a Palm Beach, Mario le dejó a Armando una bolsa verde en su oficina con los detalles y tarjetas para Betty mientras él estaba fuera, y una carta con instrucciones que describía el plan para conquistar a Betty y recuperar Ecomoda. Betty creyendo que era una sorpresa de don Armando, encontró la carta, enseguida de leerla quedó deprimida y devastada, así que comenzó a portarse indiferente con Armando e inclusive rechazando sus citas durante varios meses. Ella tenía la esperanza de que Armando le confesara todo o que declinara en continuar con su plan, pero no sucedió.
El día de la junta de septiembre, dos días antes de la boda de Armando y Marcela, Betty decidió que después de maquillar el balance general renunciaría, y después iría a un viaje de trabajo con Catalina Ángel. Sin embargo tras escuchar las intenciones de Armando y Mario de exiliarla lejos finalmente decidió revelar la situación real de Ecomoda, el balance real y confesar todo delante de la junta directiva acerca de su gestión laboral, Betty renunció y le prometió a Marcela que nunca más regresaría a la empresa.
Tras su salida de Ecomoda, viajó a Cartagena como asistente de Catalina Ángel, organizadora del Concurso Nacional de Belleza de Colombia, donde conoció a un amigo de ésta: un francés llamado Michel Doinel, quien se enamoró de ella. Catalina ayudó a Betty a cambiar su personalidad, su pensamiento negativo hacia su persona, su peinado, su apariencia y su forma de vestir. Sin embargo, ella requería regresar a Ecomoda para atender los asuntos, ya que seguía siendo la propietaria de la firma; en su regreso impactó a todos sus conocidos por su gran cambio de imagen. La junta directiva la nombró presidenta de Ecomoda temporalmente hasta saldar deudas y recuperar la estabilidad económica. Como presidente de la compañía, Betty propuso una estrategia comercial que consistía en ofrecer asesoría de moda y color a los clientes de la empresa, de la misma forma que Betty recibió asesoría de Catalina para su cambio de apariencia. La estrategia comercial es un éxito y Ecomoda empieza a recuperarse.
Sin embargo, Daniel y Marcela no desistían de sus constantes burlas a Betty, a pesar de que Roberto (expresidente) les advirtiera de dejarla en paz ya que esto provocaría su renuncia otra vez. Y eso fue lo que ocurrió, ya que también Armando no desistía de la posibilidad de recuperarla. Ella no aguantó más cuando una noche Armando le confiesa haber leído su diario íntimo, por lo que decide largarse de Ecomoda para así trabajar con Michel en Cartagena.
Sin embargo, al ver el peligro que Ecomoda corre, Marcela decide contarle finalmente a Betty que Armando realmente la ama y le pide a Betty darle una nueva oportunidad a Armando. Marcela le explica que ella ama lo suficientemente a Armando como para desearle que sea feliz, aunque no sea con ella. Después de esto, Marcela renuncia a Ecomoda y Patricia se va con ella. Luego de su conversación con Marcela, Betty se reconcilia con Armando y los dos desisten de su intención de abandonar Ecomoda y dejarla en manos de Daniel. Bajo la presidencia de Betty, Ecomoda se recupera completamente en pocos meses, Terramoda es disuelta y Betty es ratificada en su cargo como presidente de Ecomoda. Poco tiempo después, Betty y Armando se casan y tienen una hija llamada María Camila.

## Rasgos de personalidad

### Psicológicos
Al principio, Betty era una mujer seria, responsable, humilde, honrada, soñadora, insegura, introvertida, alegre, reprimida y entregada a su trabajo. Sin embargo, con el avance de la novela se vuelve más segura y extrovertida al asumir el cargo corporativo.

### Aspecto físico
El rasgo más significativo de Betty era su mal arreglo: su cabello negro, largo y ondulado con su flequillo; brackets o frenillos y anteojos grandes de grueso armazón. Su vestimenta en un principio solía ser: medias largas, zapatos negros, suéter, una bufanda, un vestido; en general ropa muy cubierta. Con el tiempo comenzó a usar ropa más favorecedora y de mejor gusto.

## Adaptaciones
| País                   | Nombre                    | Canal                         | Actriz protagonista | Año de estreno                                              | Temporadas | Episodios |
| ---------------------- | ------------------------- | ----------------------------- | ------------------- | ----------------------------------------------------------- | ---------- | --------- |
| Alemania               | Verliebt in Berlin        | Sat.1                         | Alexandra Neldel    | 25 de febrero de 2005                                       | 2          | 645       |
| Costa Rica             | Betty la fea              | Repretel                      | Natalia Monge       | 25 de diciembre de 2015                                     | 1          | 10        |
| Bélgica                | Sara                      | vtm                           | Veerle Baetens      | 25 de septiembre de 2007                                    | 1          | 200       |
| Brasil                 | Bela, a Feia              | Rede Record                   | Giselle Itié        | 4 de agosto de 2009                                         | 1          | 217       |
| Chile                  | Bea, La Fea más Bella     | TVN                           | Denise Rosenthal    | 2017                                                        |            |           |
| China                  | Chou Nu Wu Di             | Hunan Satellite TV            | Li Xinru            | 28 de septiembre de 2008                                    | 5          | 400       |
| Ecuador                | Veto al feo               | Ecuavisa                      | Efraín Ruales       | 16 de abril del 2013                                        | 1          | ?         |
| España                 | Yo soy Bea                | Telecinco                     | Ruth Núñez          | 10 de julio de 2006                                         | 3          | 773       |
| Estados Unidos         | Ugly Betty                | ABC                           | America Ferrera     | 28 de septiembre de 2006                                    | 4          | 85        |
| Estados Unidos Latinos | Betty en NY               | Telemundo                     | Elyfer Torres       | 6 de febrero de 2019                                        |            |           |
| Filipinas              | I ♥ Betty la fea          | ABS-CBN                       | Bea Alonzo          | 8 de septiembre de 2008                                     | 1          | 163       |
| Francia                | Le Destin De Lisa         | TF1                           | Alexandra Neldel    | 28 de febrero de 2005                                       | 2          | 645       |
| Grecia                 | Maria, i Asximi           | Mega Channel                  | Aggeliki Daliani    | 1 de enero de 2007                                          | 2          | 302       |
| India                  | Jassi Jaissi Koi Nahin    | SET                           | Mona Singh          | 18 de diciembre2de003                                       | 1          | 548       |
| Israel                 | Esti Ha'mechoeret         | SET                           | Riki Blich          | 3 de julio de 2003                                          | 1          |           |
| Japón                  | ベティ愛と裏切りの秘書室  | TV Tokyo                      | Mamiko Noto         | 2017                                                        |            |           |
| México                 | La fea más bella          | Televisa                      | Angélica Vale       | 23 de enero de 2006                                         | 2          | 300       |
| Países Bajos           | Lotte                     | Talpa                         | Nyncke Beekhuyzen   | 19 de febrero de 2006                                       | 2          | 82        |
| Polonia                | BrzydUla                  | TVN                           | Julia Kamińska      | 6 de octubre de 2008                                        | 2          | 235       |
| Portugal               | Tudo Por Amor             | TVI                           | Sofia Duarte Silva  | 22 de abril de 2002                                         | 1          | 180       |
| República Checa        | Ošklivka Katka            | TV Prima                      | Kateřina Janečková  | 3 de marzo de 2008                                          | 2          | 338       |
| Reino Unido            | The Ugly Laura            | BBC One                       | Emma Bunton         | Septiembre de 2015                                          |            |           |
| Rusia                  | Ne Rodis' Krasivoy        | STS                           | Nelly Uvarova       | 5 de septiembre de 2005                                     | 2          | 200       |
| Serbia Croacia         | Ne daj se, Nina           | FOX Televizija RTL Televizija | Lana Gojak          | 29 de octubre de 2007 (Serbia) 3 de enero de 2008 (Croacia) | 1          | 52        |
| Turquía                | Sensiz Olmuyor            | Show TV                       | Özlem Conker        |                                                             | 1          | 180       |
| Quebec                 | l'est laid plus playlists | TVA                           |                     | Enero de 2011                                               |            |           |
| Vietnam                | Cô Gái Xấu Xí             | VTV3                          | Nguyễn Ngọc Hiệp    | 11 de febrero de 2008                                       | 1          | 176       |

## Videografía
- Díaz, Fernando (reportero) (2001). «Betty La Fea a Betty la Bonita». YouTube (Panorama) (Panamericana Televisión). Consultado el 11 de octubre de 2022.

- Datos: Q22242116